# Alexandre Cabanel
Alexandre Cabanel (Montpellier, 1823. szeptember 28. – Párizs, 1889. január 23.) francia festő és tanár, az akadémiai stílus egyik legjelesebb képviselője.

## Életpályája

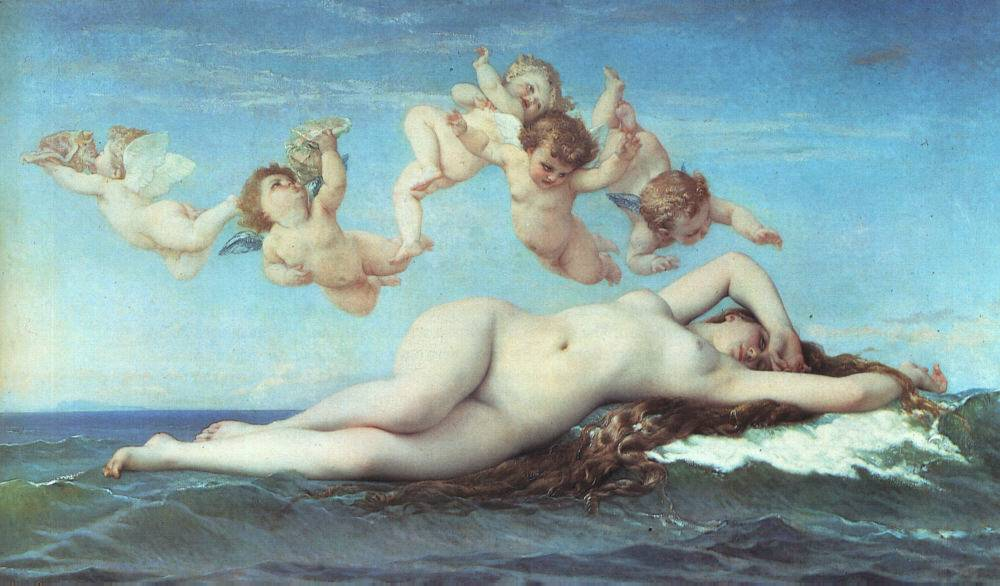
Vénusz születése (1863)

Egy szegény ácsmester családjában született, iskoláit szülővárosában végezte, az École des Beaux Arts-ban Charles Matet fedezte fel tehetségét, ennek köszönhetően 1839-ben ösztöndíjjal a párizsi École des Beaux-Arts lett tanulmányainak színhelye, itt François-Édouard Picot volt a mestere. Hamarosan elérte a siker, Krisztus a bírák előtt című képével elnyerte a második római nagydíjat 1845-ben, s a Medici-villa rezidense lett 1850-ig.
Arcképeivel, mitologikus és történelmi jeleneteivel nagy sikereket aratott a hivatalos párizsi Salon kiállításain. III. Napóleon francia császár kedvenc festője volt. Magát a császárt is megfestette (1867). A császár személyes gyűjteménye és a Musée du Luxembourg számára vásárolt számos A. Cabanel-képet, ezeket ma a Musée d'Orsay őrzi. Európai és amerikai gyűjtők is vették képeit. Cabanel híressé vált Vénusz születése (1863) című képének reprodukcióira maga a császár kötött szerződést.
1863-tól tanított a párizsi Académie des Beaux-Arts-ban és számos később híressé vált képzőművész-hallgatót oktatott. Számos magas kitüntetést kapott, köztük a francia Becsületrend lovagja, majd parancsnoka kitüntetéseket. 1887-ben a Belgiumi Királyi Akadémia tagjává választották.
A Vénusz születése mellett legismertebb képei, Önarcképe és a Négy évszak. A sikeres akadémikus festőt azonban számos elmarasztaló kritika is érte a feltörekvő, majd polgárjogot nyert új művészeti irányzatok képviselői részéről, a naturalizmus szemszögéből leginkább Émile Zola, az impresszionisták részéről kivált Édouard Manet bírálta. Théophile Thoré-Bürger francia író és művészettörténész is kifejezte sajnálkozását Cabanel akadémizmusa miatt. Mindezek mellett a képzőművészeti tudás alapjait mesterien oktatta és alkalmazta, amit természetesen senki sem vitatott.

## Tanítványai

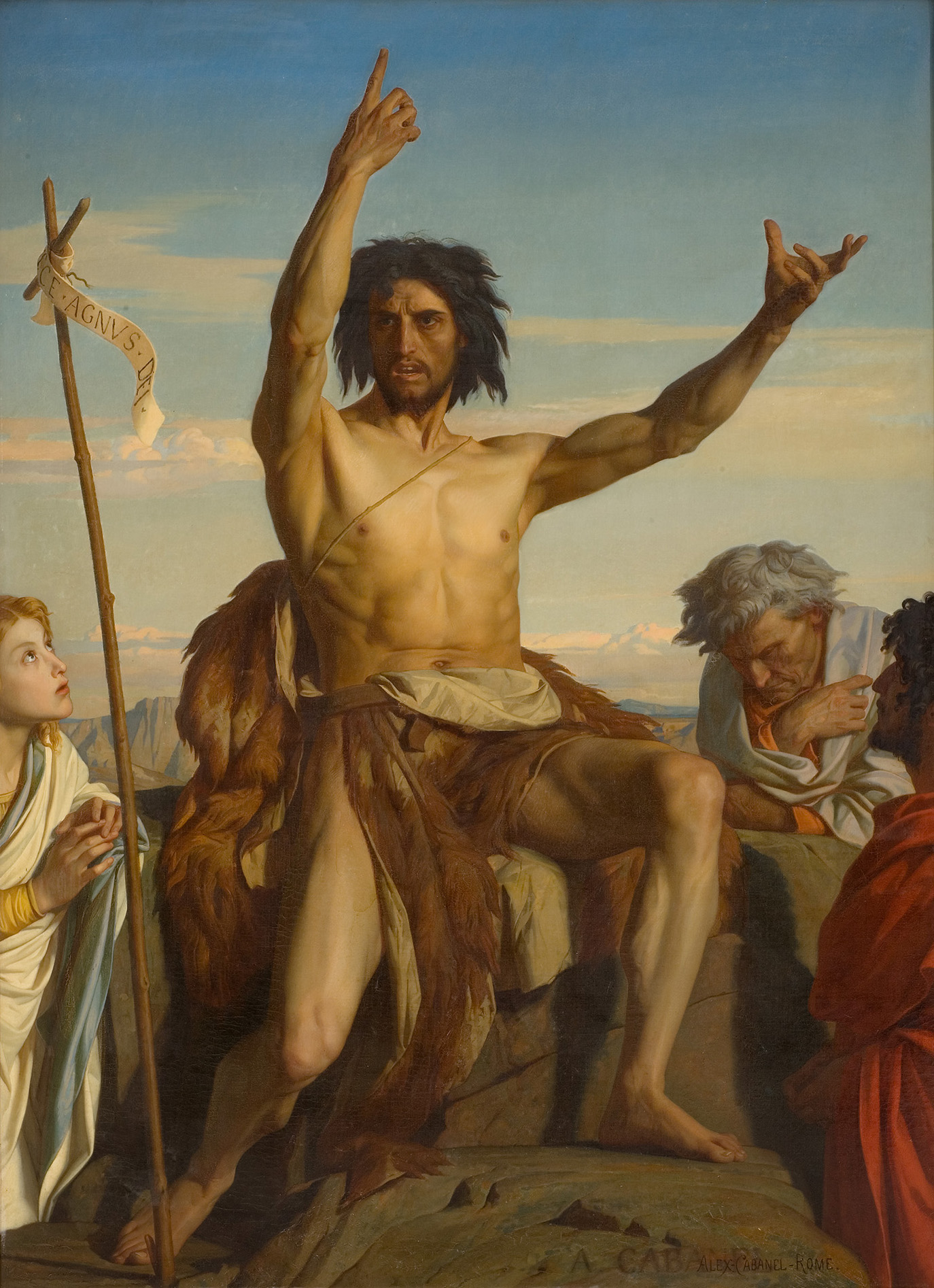
Keresztelő János (1849)

- Jules Bastien-Lepage
- Fernand Cormon
- Pierre Auguste Cot
- Jean-Jacques Henner
- Aristide Maillol
- Henri Le Sidaner